# Adoretus guttulatus
Adoretus guttulatus är en skalbaggsart som beskrevs av Ernst Gustav Kraatz 1899. Adoretus guttulatus ingår i släktet Adoretus och familjen Rutelidae. Inga underarter finns listade i Catalogue of Life.